# Richard Sears
Richard Dudley "Dick" Sears (16. oktober 1861 i Boston – 8. april 1943 i Boston) var en amerikansk tennisspiller, som syv gange vandt US National Championships i herresingle, 1881–87, og seks gange i herredouble, 1882–87.
Sears var ubesejret i US National Championships. Han vandt sin første af syv herresingletitler i træk (hvilket er rekord, men på den tid var den forsvarende mester direkte kvalificeret til næste års finale) i 1881, mens han stadig var studerende på Harvard. Fra første runde i 1881 vandt han 18 kampe i træk og sikrede sig dermed alle mesterskaber til og med 1887, hvorefter han stoppede sin tenniskarriere. Først i 1921 blev hans rekord på 18 sejre i træk slået af Bill Tilden. I de første tre mesterskaber tabte han endda ikke engang ét sæt. Sears var den første 19-årige, der vandt turneringen, en smule ældre end Oliver Campbell var i 1890 og den yngste vinder nogensinde, Pete Sampras, i 1990.
Efter at have stoppet med at spille tennis vandt Sears det amerikanske mesterskab i jeu de paume i 1892, og han blev senere formand for United States Tennis Association i perioden 1887–88. Sears blev optaget i International Tennis Hall of Fame i 1955, hvor hans kusine Eleonora Sears også er medlem.
Richard Sears var søn af Frederic Richard Sears og Albertina Homer Shelton. Han blev gift med Eleanor M. Cochrane den 24. november 1891, og de fik to børn, Richard Dudley Sears Jr. og Miriam Sears.